# 柿崎実
 柿崎 実（かきざき みのる、1922年（大正11年）8月3日 - 1945年（昭和20年）5月2日）は、日本の海軍軍人。海兵72期。大東亜戦争（第二次世界大戦）の末期、人間魚雷「回天」で出撃して戦死した。死後二階級特進し、最終階級は海軍少佐。

## 来歴
1922年（大正11年）8月3日に山形県酒田市で生まれる。旧制酒田中学校を経て海軍兵学校に入校する。性格は温厚・無口で、あまり感情を表に出さなかったとされる。1943年（昭和18年）9月15日に海軍兵学校（72期）を卒業後、同日中に空母「瑞鶴」へ乗り組んで実習を続けるが、1944年（昭和19年）8月に海軍潜水学校学生の発令を受け、そのまま人間魚雷「回天」搭乗員に転じた。同年9月6日に「回天」を創案した黒木博司大尉・仁科関夫大尉と共に第一特別基地隊大津島基地に着任、「回天」搭乗員として出撃までの時間を訓練にて過ごす。
その後は大津島にて訓練を進め、同年12月21日に出撃することとなった。出撃前夜に宿舎にて数通の遺書を書き、翌朝になって「伊-56潜水艦」・「回天」特別攻撃隊金剛隊員としてアドミラルティ諸島セアドラ港に向かったが、同地での警戒が厳重だったことから発進地点まで進入出来ず、1945年（昭和20年）2月3日に帰投した。同年3月2日には「伊-36潜水艦」・神武隊員として出撃し、硫黄島水域に向かったが、同日中に作戦変更によって帰還する。さらに、同年3月28日には「伊-47潜水艦」・多々良隊員として沖縄県近海を目指して出撃したが、アメリカ海軍の駆逐艦と交戦したことで潜水艦が損傷し、三度目となる引き返しとなった。このように、何度も「回天」特別攻撃隊員として出撃していながら戦果を挙げられずに帰投するケースが相次いだことで、任務を果たせなかった無念さを感じていても、感情を表に出さなかったとされている。
同年4月20日、今度は「伊-47潜水艦」・天武隊員として満開の桜の枝を抱いて乗り込み、再び沖縄県近海を目指して出撃した。そして同年5月2日、訓練中に殉職した三好守中尉の遺骨を抱いて沖縄県近海で特攻、散華した。享年21。戦死後、二階級特進で海軍少佐となった。